# Trommelmagazijn

Schematische tekening van een "Beta C-magazijn"; een dubbel trommelmagazijn

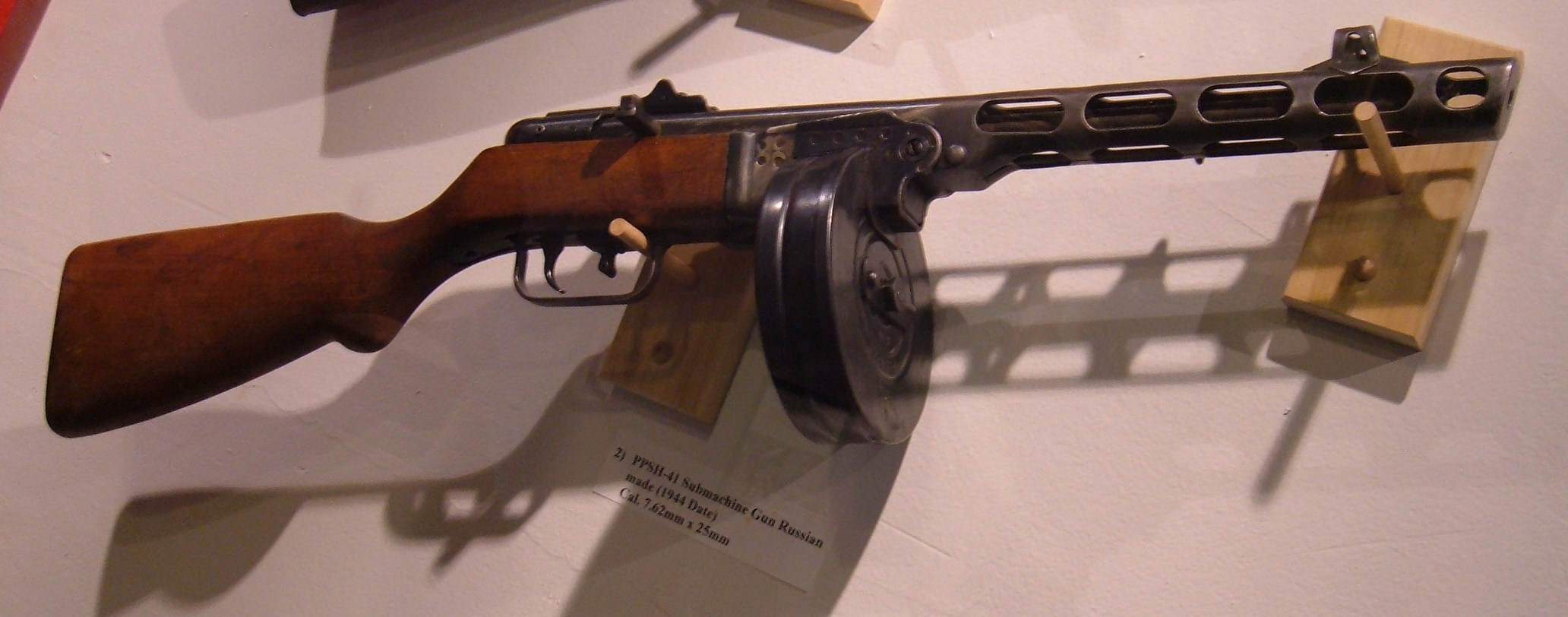
De PPSh-41 met een trommelmagazijn

Een trommelmagazijn is een cirkelvormig type magazijn dat de naam krijgt van de vorm van een trommel. In een trommelmagazijn zijn de patronen in een spiraal opgeslagen, anders dan een normaal magazijn waar deze verticaal zijn opgeslagen. Een voordeel van een trommelmagazijn is dat er meer munitie in kan dan in een normaal magazijn. Trommelmagazijnen worden vaak vertoond en gebruikt op de Thompsonpistoolmitrailleur en de PPSh-41.